# Konrad I. (Zähringen)

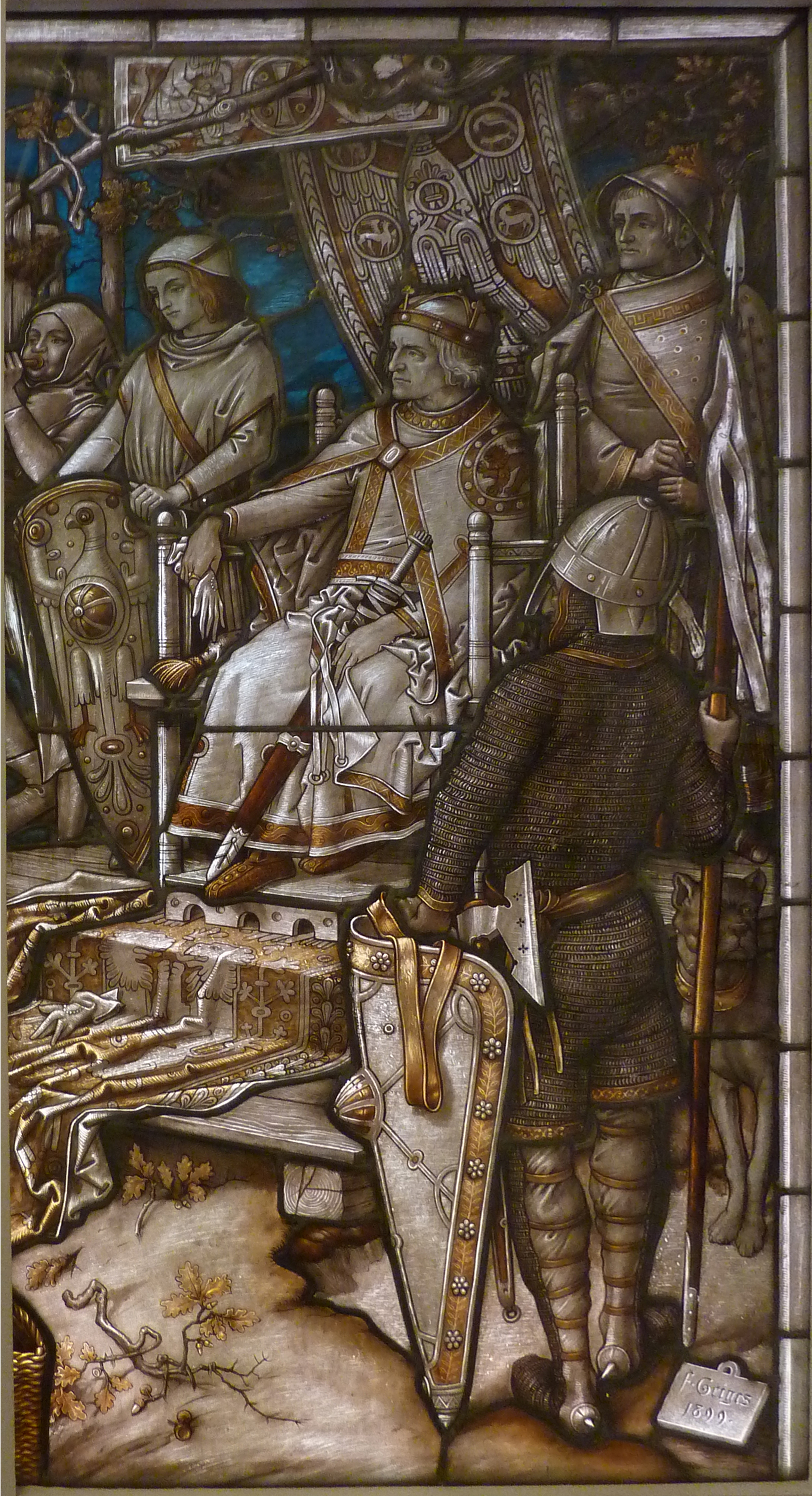
Konrad I. verleiht Freiburg das Stadtrecht, Glasmalerei von Fritz Geiges (1899)

Konrad I. von Zähringen (* um 1090; † 8. Januar 1152 in Konstanz) war Herzog von Zähringen und ab 1127 Rektor von Burgund. Er verlieh 1120 zusammen mit seinem Bruder Berthold III. Freiburg im Breisgau das Marktrecht.

## Leben

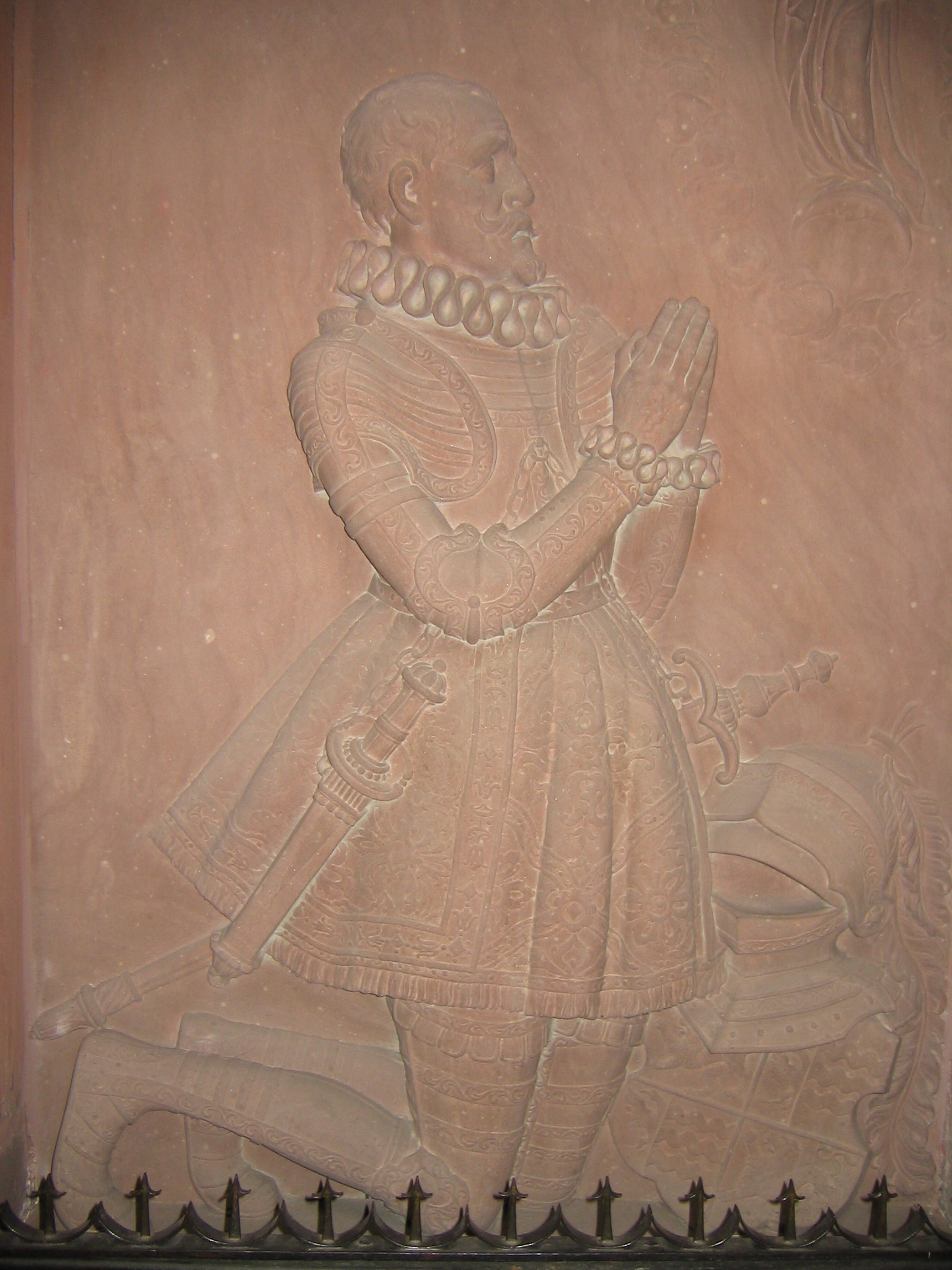
Konrad I. auf einer Bildplatte von Franz Anton Xaver Hauser im Freiburger Münster

Konrad wurde als Sohn Bertholds II. und dessen Gemahlin Agnes von Rheinfelden geboren. Er folgte 1122 seinem Bruder Berthold III. als Herzog von Zähringen nach. Die meiste Zeit seines Lebens stellte er sich gegen die Machtausbreitung der Staufer und verbündete sich hierzu zeitweise mit den Welfen.
1127 geriet er in Konflikt mit Rainald von Burgund, weil beide Anspruch auf die burgundischen Besitzungen von Konrads ermordetem Neffen Wilhelm von Burgund erhoben. Hier profitierte der Zähringer von der Situation, in der sich der deutsche König befand. Weil König Lothar III. dringend Unterstützung gegen seine Rivalen, die Staufer, benötigte, trat er für Konrads Ansprüche ein. Die der Gegenseite lehnte er mit der umstrittenen Begründung ab, Rainald sei seiner Verpflichtung zur Anwesenheit am Hof nicht nachgekommen. Gleichzeitig verlieh er Konrad den Titel eines Rektors von Burgund, was etwa einer königlichen Stellvertreterschaft entsprach.
Mit der Machtergreifung König Konrads III. 1138 entspannte sich das Verhältnis zu den Staufern wieder, so dass die Zähringer bis in die späten 1150er Jahre zu deren treuesten Parteigängern zählten. Konrad starb 1152 und wurde im zähringischen Hauskloster Sankt Peter beigesetzt.

## Ehe und Nachkommen
Konrad war verheiratet mit Clementia von Luxemburg-Namur (Haus Namur)
- Adalbert, Begründer der Linie der Herzöge von Teck
- Berthold IV., Herzog von Zähringen
- Clementia, Ehefrau von Heinrich dem Löwen
- Rudolf, Erzbischof von Lüttich.[1]
- Hugo von Ullenburg